# Контртерроризм

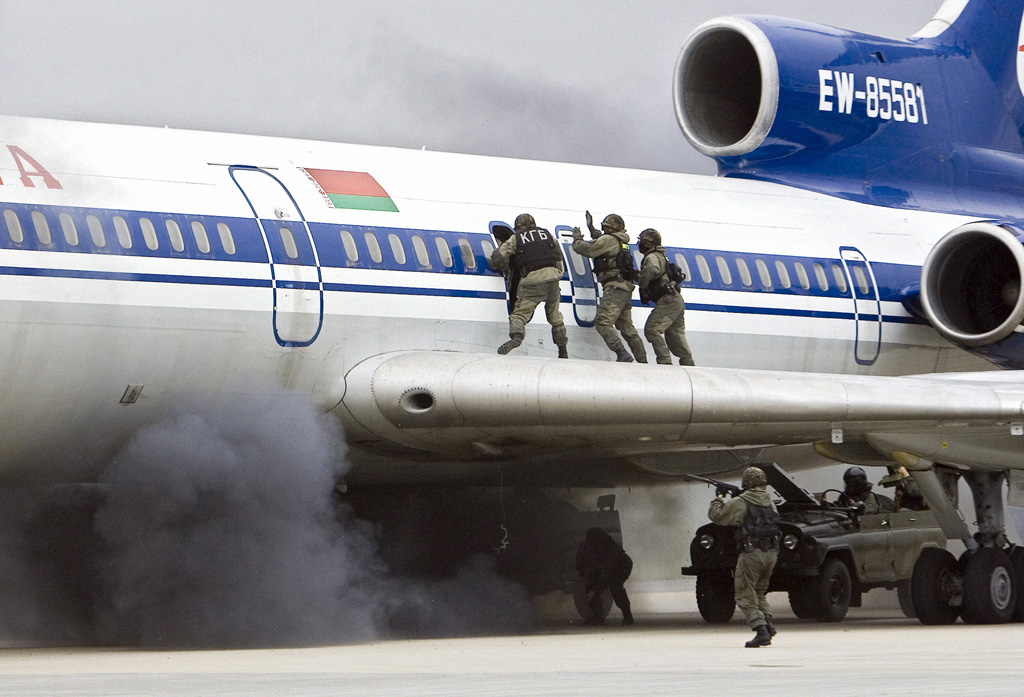
Учения спецслужб стран СНГ «Бастион-антитеррор 2008». Беларусь.

Контртеррори́зм — совокупность мероприятий, проводимых специальными правительственными структурами государства (полицией, разведывательными органами, армейскими формированиями и так далее) в целях противодействия угрозе терроризма.
Контртерроризм включает в себя мониторинг активности, сбор и анализ разведывательных данных, а также силовые акции по пресечению террористической деятельности.

## Способы борьбы с терроризмом
Прежде всего, правоохранительные органы и спецслужбы получают информацию о деятельности террористических организаций и о готовящихся террористических актах методами оперативно-разыскной деятельности. Террористы обычно поддерживают контакты с соратниками и единомышленниками. Отслеживание таких контактов позволяет разведать планы террористов, а также обнаружить и обезвредить их.
Арест лидера террористической организации часто способен полностью парализовать её деятельность. Например, арест лидера Рабочей партии Курдистана Абдуллы Оджалана прервал её активность на значительное время. Захват лидера перуанской организации «Сендеро Луминосо» Абимаэля Гусмана привёл к полному прекращению её деятельности.
В случаях, когда террористическая организация контролирует какую-либо местность, к борьбе с ней привлекаются силы жандармерии или иных подобных формирований, а также подразделения армии. Однако широкомасштабные антитеррористические операции такого рода часто приводят к гибели гражданских лиц, что может привести к увеличению поддержки террористов местным населением. В таких случаях для борьбы с поддержкой терроризма должны использоваться политические методы — устранение дискриминации национального или религиозного меньшинства, создание новых рабочих мест и т. п. Политические методы должны использоваться для склонения лидеров террористов к отказу от вооруженной борьбы. В некоторых случаях возможны амнистии для членов террористических групп, прекращающих вооруженную борьбу. Иногда террористическим организациям предоставляется возможность перейти к мирной политической деятельности. Так произошло, например, с Организацией освобождения Палестины, возглавляемой Ясиром Арафатом, которая начала мирные переговоры с Израилем в 1990-е годы. Впоследствии члены ООП вошли в структуры власти Палестинской автономии. Тем не менее, отдельные группы палестинских террористов продолжили вооруженную борьбу против Израиля.

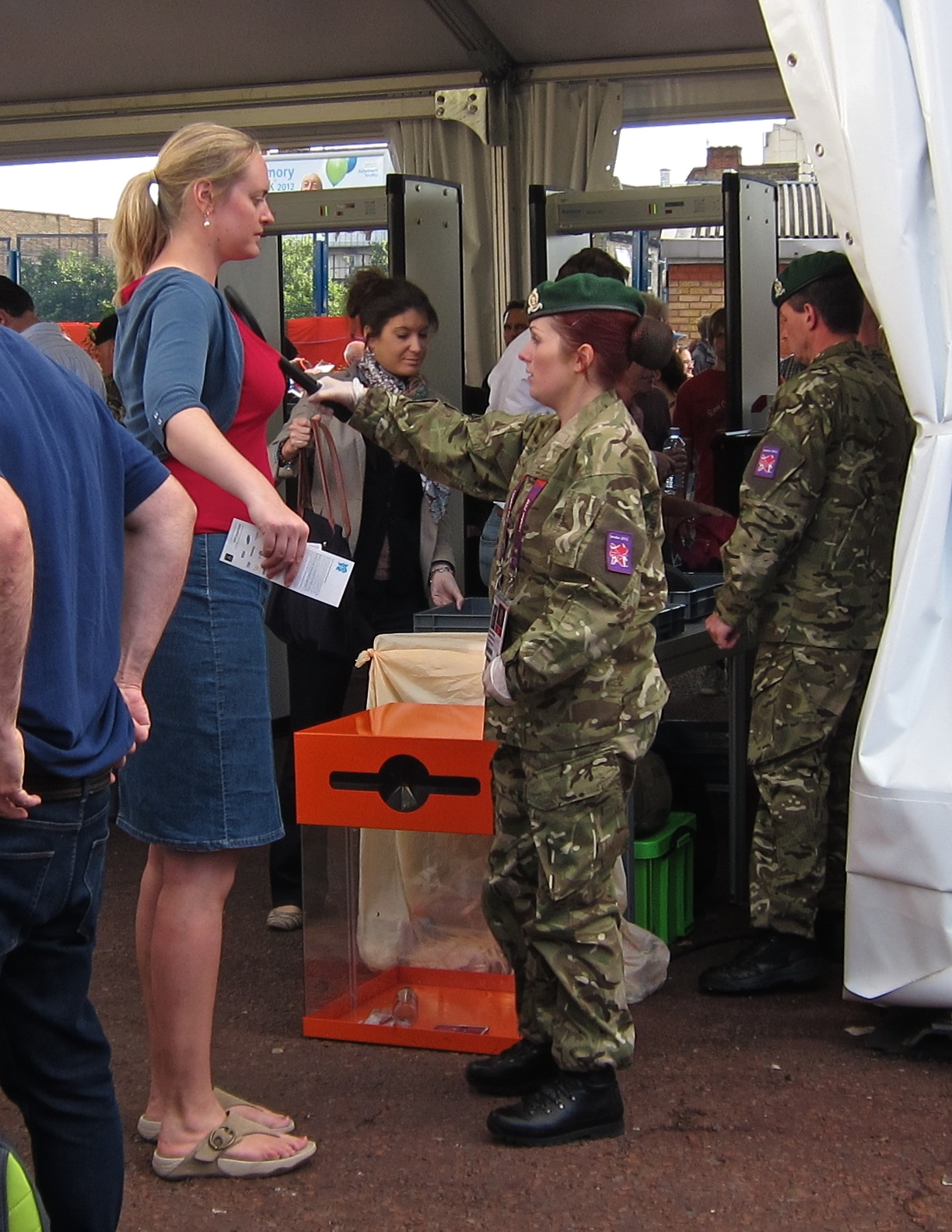
Досмотр при входе в выставочный центр ExCeL London во время Олимпиады 2012 года в Лондоне

Немаловажное значение имеет также защита объектов (зданий органов власти, правоохранительных органов, объектов инфраструктуры и т. п.) и мест массового пребывания людей от террористических угроз путём охраны территории (в том числе с помощью технических методов), установления пропускного и внутриобъектового режимов, организации досмотров входящих лиц, ограничения несанкционированного проезда с помощью искусственных препятствий и дорожных блокираторов.

## Международное сотрудничество в борьбе с терроризмом
Между государствами заключены «антитеррористические конвенции» о незаконном вмешательстве в деятельность гражданской авиации и международного судоходства, захвате заложников и лиц, пользующихся международной защитой, «технологическом» терроризме (физической защите ядерного материала, маркировке пластических взрывчатых веществ, бомбовом и ядерном терроризме), финансировании терроризма, выработанные при участии ООН и реализуемые при содействии органов ООН.
Понимание необходимости совместной борьбы с терроризмом становится сильнее имеющихся разногласий между государствами. Примером международного взаимодействия может служить уничтожение во время Иракской войны лидера «Аль-Каиды в Ираке» аз-Заркави, когда после терактов в иорданском городе Амман, иорданские спецслужбы установили его местонахождение и передали информацию властям США, в результате чего он был убит.